# Jan Síla
Jan Síla (* 1. března 1950) je český politik a lékař (neurochirurg), od října 2021 poslanec Poslanecké sněmovny PČR, od roku 2024 zastupitel Moravskoslezského kraje, od roku 2022 zastupitel města Ostrava, v letech 2016 až 2020 místopředseda hnutí Změna pro lidi, později člen hnutí SPD.

## Život
Absolvoval Lékařskou fakultu Univerzity Palackého v Olomouci (získal titul MUDr.), v letech 1993 až 2010 pracoval jako primář neurochirurgického oddělení v Městské nemocnici Ostrava. Poté působil jako náměstek ředitele a provozuje privátní neurochirurgickou ambulanci.
Jan Síla žije ve městě Ostrava, konkrétně v části Petřkovice.

## Politické působení
Ve volbách do Senátu PČR v roce 2010 kandidoval jako nezávislý v obvodu č. 64 – Bruntál. Se ziskem 4,96 % hlasů skončil na 6. místě.
Následně byl členem hnutí ANO 2011, od prosince 2012 předsedal oblastnímu sdružení hnutí v Ostravě. Po roce hnutí opustil a stal se členem hnutí Změna, od března 2014 do června 2016 byl i členem jeho celostátní rady. Za hnutí Změna přitom kandidoval už jako nestraník ve volbách do Poslanecké sněmovny PČR v roce 2013 v Moravskoslezském kraji, a to z pozice lídra kandidátky. Neuspěl však. Již jako člen hnutí Změna kandidoval v komunálních volbách v roce 2014 do Zastupitelstva města Ostrava, a to na kandidátce subjektu „ZMĚNA PRO OSTRAVU“ (tj. hnutí Změna a SNK ED), ale opět neuspěl.
V roce 2016 spoluzaložil hnutí Změna pro život, později Změna pro lidi, jehož byl místopředsedou. Za toto hnutí kandidoval v krajských volbách v roce 2016 do Zastupitelstva Moravskoslezského kraje, ale neuspěl. Ve volbách do Poslanecké sněmovny PČR v roce 2017 kandidoval jako člen hnutí Změna pro lidi (ZpL) v Moravskoslezském kraji na kandidátce Rozumných, ale taktéž neuspěl. Stejně tak nebyl zvolen ani v komunálních volbách v roce 2018, když kandidoval jako člen hnutí Změna pro lidi (ZpL) do Zastupitelstva města Ostrava, a to na kandidátce subjektu „LEČO - LEPŠÍ A ČISTÁ OSTRAVA“ (tj. LEČO, ZpL a SPOZ). Neuspěl ani v městském obvodu Petřkovice za stejný subjekt (stal se ale prvním náhradníkem). Na mimořádném celostátním sněmu v květnu 2020 se hnutí Změna pro lidi (ZpL/ZPL) rozhodlo sloučit s politickým hnutím SPD.
Ve volbách do Senátu PČR v roce 2020 kandidoval za hnutí SPD v obvodu č. 72 – Ostrava-město. Se ziskem 5,93 % hlasů skončil na 6. místě. Zároveň kandidoval v krajských volbách v roce 2020 do Zastupitelstva Moravskoslezského kraje jako člen hnutí SPD, ale rovněž neuspěl.
Ve volbách do Poslanecké sněmovny PČR v roce 2021 kandidoval za hnutí SPD na 2. místě kandidátky v Moravskoslezském kraji. Získal 2 488 preferenčních hlasů, a stal se tak poslancem. V komunálních volbách v roce 2022 byl za hnutí SPD zvolen zastupitelem města Ostravy.
V krajských volbách v září 2024 byl zvolen jako člen hnutí SPD zastupitelem Moravskoslezského kraje, a to z pozice lídra kandidátní listiny uskupení „SPD, Trikolora a PRO“.
Ve sněmovních volbách v roce 2025 kandiduje na 2. místě kandidátní listiny hnutí SPD v Moravskoslezském kraji.